# نصر عناني
 نصر عناني (1 يناير 1955)، ممثل ومخرج أردني يعتبر أحد رواد حركة الدبلجة إلى العربية،  نال شهادة البكالوريوس في المسرح من المعهد العالي بالقاهرة العام 1977، يرأس قسم الدراما في الإذاعة، كما عمل مقدماً لبرامج حوارية، ومشرفاً فنياً لأعمال الدوبلاج، وهو عضو (رابطة) نقابة الفنانين، وعضو لجنة تحكيم مهرجان اتحاد الإذاعات العربية.

## الدوبلاج الكرتوني
- . شارلوك هولمز  - رسوم متحركة  1993 شارلوك هولمز - محقق شهير.
- . كابتن ماجد الجزء الأول -رسوم متحركة  1991 هاني(والد بسام)
- . ليدي ليدي - رسوم متحركة  1990 الراوي / إدوارد برايتون.
- . فيردي الجزء الأول في دور فيردي.
- . بيف وهيركول  في دور هيركول
- . نصف بطل - رسوم متحركة  1989 .
- . لبنى السريعة - رسوم متحركة  1988 .
- . فارس الفتى الشجاع - رسوم متحركة  1986 نادر شجاع / السيد جلال.
- . فولترون - رسوم متحركة  1984 في دور كيث - الأحمر قائد قوة فولترون.
- . بوليانا - في دور جيمي وتوم المزارع.
- . سالي - في دور بيتر.
- . نساء صغيرات - في دور الصحفي أنتوني.
- . الهداف في دور رمّاح والراوي
- . حكيم الأقزام في دور الراوي.
- . كاليميرو الجزء الأول
- . فتاة المراعي
- . السيدة ملعقة
- . تاو تاو
- . بلفرز
- . الفواكه
- . بيرين
- . الرحالة الصغير
- . جزيرة الدب
- . يوميات بابار
- . أبطال النغم
- . نصف بطل
- . مخلص صديق الحيوان
- . زهرة الجبل
- . حروف السكر
- رحلة الخلود ( الغلام وضاح) انتاج مؤسسة آلاء للانتاج الفني 1992

## المسرح
1. غابة الأرانب 1981
2. يا عنتر 1988
3. مسرحيات كثيرة لـ شكسبير

## المسلسلات
1. المناهل - مسلسل  1987
2. التجربة
3. عروة بن الورد
4. المعتمد بن عباد
5. القرار الصعب
6. رمال لا تموت
7. جلوة راكان
8. قلوب وأبناء
9. بيوت في مكة
10. وردة والجبل
11. آخر المطاف
12. طرفة بن العبد
13. قادم من التاريخ
14. رماد السنين
15. فيروز والعقد
16. حارة الزين

## مهرجانات شارك فيها
1. مهرجان بغداد المسرحي
2. مهرجان القاهرة للإذاعة والتلفزيون
3. مهرجان اتحاد الإذاعات العربية

## الجوائز
1. جائزة الإبداع الذهبية
2. أحسن إخراج في مسلسل الفجر يأتي متأخرا
3. أفضل مسلسل إذاعي عن دفاتر الأيام
4. جائزة التميز الإعلامي في القاهرة 2017

## المناصب التي ترأسها
1. رئيس قسم الإخراج
2. مدير لبرامج التلفزيون الأردني
3. مدير لمديرية الإنتاج بالتلفزيون
4. مدير عام لإذاعة المملكة الأردنية الهاشمية
5. مدير عام استوديوهات تنوير الدولية